# Lewan Kutalia
Lewan Kutalia (gruz. ლევან კუტალია; ur. 19 lipca 1989) – gruziński piłkarz, grający na pozycji napastnika w gruzińskim klubie Samgurali Ckaltubo. Król strzelców ligi gruzińskiej z sezonu 2019.

## Kariera klubowa
Treningi piłkarskie rozpoczął w wieku 9 lat w Odiszi Zugdidi, z którego w 2008 roku trafił do Slavii Sarajewo. W styczniu 2011 przeszedł do Zrinjskiego Mostar. W 2012 roku wrócił do swojego pierwszego klubu. W styczniu 2013 roku trafił do SK Zestaponi. W lutym 2014 został zawodnikiem Szukury Kobuleti, a na początku 2015 roku ponownie wrócił do SK Zugdidi, natomiast latem tegoż roku trafił do Merani Martwili. Na początku 2016 roku został zawodnikiem Odiszi 1919 Zugdidi, jednak latem tegoż roku wrócił do Szukury. W lipcu 2017 trafił do Torpedo Kutaisi, z którym zdobył mistrzostwo oraz Superpuchar Gruzji. W grudniu 2018 podpisał roczny kontrakt z Dinamem Tbilisi, w barwach którego zdobył mistrzostwo Gruzji, a także został królem strzelców ligi gruzińskiej w sezonie 2019 z 20 golami, otrzymał też nagrodę dla najlepszego napastnika ligi w tym sezonie. W styczniu 2020 przeszedł do Irtyszu Pawłodar. W lipcu 2020 podpisał dwuletni kontrakt z Hapoelem Tel Awiw. W grudniu 2020 został zawodnikiem Hapoelu Umm al-Fahm. W czerwcu 2021 podpisał dwuletni kontrakt z Sekcią Nes Cijjona. W lipcu 2023 przeszedł do Alaszkertu Erywań. W marcu 2024 przeszedł do Dinama Batumi. W lipcu tegoż roku przeszedł do Samgurali Ckaltubo.

## Kariera reprezentacyjna
Był młodzieżowym reprezentantem Gruzji. W 2009 roku wystąpił w dwóch meczach kadry U-21 w eliminacjach do Euro 2011: przegranym 0:2 z Estonią i zremisowanym 1:1 z Irlandią.

## Osiągnięcia
- Mistrzostwo Gruzji: 2017, 2019
- Superpuchar Gruzji: 2018
- Król strzelców ligi gruzińskiej: 2019 (20 goli)